# Mas de la Franqueta
El Mas de la Franqueta és una obra de Horta de Sant Joan (Terra Alta) inclosa a l'Inventari del Patrimoni Arquitectònic de Catalunya.

## Descripció
Construcció rural amb maçoneria de pedra. Múltiples volums agregats al llarg del temps amb cobertes de teula àrab i vessant aleatòries. Obertures petites amb llindes de fusta. Es torba enmig d'un bosc de carrasques.

## Història
En aquest mas hi va viure Picasso durant la seva estada a Horta de Sant Joan, i el paisatge que envolta es reflecteix en algunes de les seves obres. S'ha rehabilitat recentment.